# Drochia (arrondissement)
Drochia is een arrondissement van Moldavië. De zetel van het arrondissement is Drochia. Het arrondissement heeft 89.500 inwoners.
De 28 gemeenten, incl. deelgemeenten (localitățile), van Drochia:
- Antoneuca
- Baroncea, incl. Baroncea Nouă
- Chetrosu
- Cotova, incl. Măcăreuca
- Dominteni
- Drochia, met de titel orașul (stad)
- Drochia
- Fîntînița, incl. Ghizdita, loc.st.cf
- Gribova
- Hăsnășenii Mari
- Hăsnășenii Noi, incl. Lazo
- Maramonovca
- Miciurin
- Mîndîc
- Moara de Piatră
- Nicoreni
- Ochiul Alb
- Palanca, incl. Holoșnița Nouă en Șalvirii Noi
- Pelinia, incl. Pelinia, loc.st.cf
- Pervomaiscoe, incl. Sergheuca
- Petreni, incl. Popeștii Noi
- Popeștii de Jos
- Popeștii de Sus
- Șalvirii Vechi, incl. Ceapaevca en Iliciovca
- Sofia
- Șuri, incl. Șurii Noi
- Țarigrad
- Zgurița.